# Steely Dan
Steely Dan é uma banda americana de rock centrada na dupla Walter Becker e Donald Fagen. O grupo ganhou popularidade nos anos 70, quando fez sete álbuns juntando elementos do jazz,  funk, R&B e pop. Inicialmente rock, sua canção absorveu complexas estruturas e harmonias com  influências do jazz.
O nome da banda se refere a um livro de William Burroughs.
Além de Fagen (piano, teclados e vocal) e Becker (baixo e guitarra), a banda original tinha Denny Dias (guitarra), Jeff "Skunk" Baxter (guitarra e percussão), Jim Hodder (bateria) e David Palmer (vocal). O grupo fez turnês de 1972 a 1974, mas de 1975 a 1980 se retirou dos palcos para  trabalhar unicamente em estúdio. Depois de uma pausa que durou até 1993, e atendendo a pedidos,  Fagen e Becker voltaram a se reunir e a se apresentar nos EUA, lançando um disco Alive in America  em 1994. Em 2000, a dupla lançou Two Against Nature, primeiro disco com inéditas em 20 anos, ganhando quatro Grammys em 2001.

## Discografia
Can't Buy a Thrill (1972)
Produzido por Gary Katz, nos estúdios da ABC, o álbum de debut, Can't Buy a Thrill, foi lançado em 1972, causando uma imediata impressão com os hits "Do It Again" e "Dirty Work", cantados por Palmer, e "Reelin' in the Years", que apresenta um aclamado solo de guitarra de Elliott Randall.  Devido à relutância de Donald Fagen em cantar, David Palmer assumiu a maioria dos vocais no palco. O baterista Jim Hodder também cantou em uma faixa: "Midnight Cruiser". Palmer, irritado com o  perfeccionismo de Fagen e Becker, deixou a banda durante a gravação do segundo álbum e foi trabalhar com Carole King, com quem escreveu o hit Jazzman.
Countdown to Ecstasy (1973)
O segundo álbum foi Countdown to Ecstasy (1973). Seguindo a mesma linha de Can't Buy A Thrill,  foi gravado em meio a turnês, trazendo clássicos como "Show-Biz Kids", "My Old School" e "Bodhisattva".
Pretzel Logic (1974)
O Steely Dan manteve-se em evidência com seu terceiro LP, Pretzel Logic, no início de 1974,  produzindo um outro grande hit, "Rikki Don't Lose That Number" - que foi direto para o Top Ten dos EUA. Pretzel Logic também tem a única canção de um outro compositor - uma canção de Duke Ellington: "East St Louis Toodle-oo". "Any Major Dude Will Tell You" a faixa título também se  tornaram favoritas dos fans. Durante a turnê de lançamento do álbum, a banda passou a contar com um jovem baterista, Jeff Porcaro (mais tarde membro do Toto), que na época trabalhava com a dupla  Sonny e Cher. Outro que chegou foi o cantor e tecladista Michael McDonald. O álbum também marca a  primeira vez que Walter Becker faz algumas inserções de guitarras nas canções do Steely Dan. A  decisão de Fagen e Becker de deixar de lado as turnês para se concentrarem em trabalhos em  estúdio gerou um racha na banda. Descontentes, Baxter (cada vez mais envolvido com os Doobie Brothers) e Hooder caíram fora. Michael McDonald (que também foi para os Doobie Brothers posteriormente) e Denny Dias ainda iriam continuar nas sessões de estúdio dos álbuns seguintes.
Katy Lied (1975)
No LP de 1975, Katy Lied, o duo usou um grupo diversificado de músicos, incluindo Porcaro e  McDonald, bem como o Elliott Randall, os saxofonistas Phil Woods e Wilton Felder, o vibrafonista  Victor Feldman, o tecladista Michael Omartian e o guitarrista Larry Carlton. Os destaques são  "Black Friday", "Bad Sneakers", "Rose Darling", "Dr. Wu" e "Chain Lightning".
The Royal Scam (1976)
The Royal Scam foi realizado em 1976 e é considerado o mais disco mais dirigido à guitarra que o  grupo produziu, em parte pela colaboração do guitarrista Larry Carlton. Outra presença importante  é o lendário baterista Bernard "Pretty" Purdie. Destacam-se no álbum "Kid Charlemagne", "The Fez" (na  qual o tecladista e jornalsita Paul Griffin tem uma rara co-autoria). Também populares são "Don't Take Me Alive", "Sign in Stranger", "Haitian Divorce", "Caves of Altamira" e a suingadíssima "Green Earrings". Este também foi um disco no qual Fagen (que cantou) e Becker pouco tocaram seus  instrumentos, dedicando-se à produção, composições e arranjos.
Aja (1977)
O sexto LP, Aja (1977), teve Becker e Fagen usando os serviços de músicos top de linha do  do  jazz, jazz-rock e da soul music, incluindo Larry Carlton, o saxofonista Wayne Shorter, os  bateristas Steve Gadd, Rick Marota e Bernard "Pretty" Purdie e o baixista Chuck Rainey, além de Denny Dias. Aja é considerado o mais requintado álbum da banda e, de fato, um dos melhores discos  de todos os tempos. Ironicamente, um disco recheado de jazz tornou-se um clássico do rock. O  premiadíssimo Aja atingiu o Top Five dos EUA, e vendeu 1 milhão de cópias graças a canções como  "Peg" (com o proeminente backing vocal de Michael McDonald), "Josie" e "Deacon Blues". O LP consolidou a reputação da dupla B&F como compositores e reafirmou o seu perfeccionismo dentro do estúdio. A história de Aja foi documentada em um episódio de TV e lançada em DVD pela série Classic Albums.  Depois do sucesso do disco, o duo contribuiu a canção "FM" para a trilha do filme de mesmo nome. O  filme foi um fracasso, mas a canção foi um grande sucesso.
Gaucho (1980)
Becker e Fagen passaram 1978 fora de cena, antes começaram a escrever sons para o novo trabalho, que seria marcado por problemas técnicos, legais, pessoais e que culminariam na interrupção de uma parceira de muitos anos.
Em março de 1979, a ABC (gravadora do Steely Dan) foi vendida para a MCA e pelos próximos dois anos a dupla teve problemas contratuais que dificultaram a gravação do álbum. B&F planejaram deixar a ABC pela Warner Brothers, onde queriam realizar o trabalho, mas a MCA declarou-se  proprietária do material já gravado e impediu-os de levá-lo para outro estúdio.
A primeira faixa gravada foi The Second Arrangement, da qual B&F ficaram muito orgulhosos. Mas  numa noite, um engenheiro de som apagou acidentalmente uma fração da faixa gravada e os  produtores do disco nada puderam fazer. No outro dia, ao ser notificado, Fagen simplesmente saiu  caminhando do estúdio sem dizer uma palavra. As tentativas de regravar o som foram frustrantes e  a canção foi abandonada.
Mais problemas não faltaram. A namorada de Becker na época, Karen Stanley, foi encontrada morta  no apartamento que dividiam. Becker sofreu acusações mas foi absolvido. Também teve problemas com  álcool e drogas e, pouco tempo depois, ao atravessar uma rua em Manhattan, foi atropelado por um  táxi, quebrando a perna direita em várias partes, sendo obrigado a usar muletas por um tempo. Na  mesma época, O compositor de jazz Keith Jarrett recorreu a justiça dizendo que faixa título do  novo disco era baseada em uma de suas composições, intitulada "Long As You Know You're Living Yours". Fagen admitiu que havia se apaixonado pela canção e ela o teria influenciado fortemente.  Jarret acabou ganhando a co-autoria, assim como os direitos comerciais da canção.
Gaucho foi finalmente concluído e lançado em novembro de 1980. Apesar dos problemas, o disco foi  o maior sucesso e "Hey Nineteen" chegou ao topo das paradas. Em 1981, B&F anunciaram a suspensão de  sua parceria.
E segue a história
Em 1982, Fagen lançou seu disco solo The Nightfly, juntando material não-utilizado nos dois  álbuns anteriores do Steely Dan e um cover de Leiber e Stoller, "Ruby Baby". Depois ficou sem  gravar por vários anos. Ocasionalmente, assim como Becker, produziu trabalhos de outros artistas.  Dois eventos contribuíram para uma possível volta do Steely Dan. O primeiro foi em 1991, quando  Becker participou do concerto com a então banda New York Rock and Soul Revue, fundada por Fagen e  pela produtora e cantora Libby Titus (mais tarde esposa de Fagen). O segundo evento foi a a  presença de Becker como produtor segundo ábum solo de Fagen, Kamakiriad, em 1993. Fagen  nominou-o como a mais sofisticada experiência em sua carreira. Retornando o favor, Fagen  co-produziu o único disco solo de Becker, 11 Tracks of Whack (1994).
Em 1993, a MCA lançou Citizen Steely Dan, uma caixa que reúne os 7 álbuns da banda, o single FM  (1978), mais as faixas Here at the Western World (lançada em uma coletânea em 1978), e as  inéditas "Bodhisattva" (ao vivo, 1974) e uma versão de "Everyone's Gone to the Movies" (1971).
Alive in America (1994)
Estes eventos conduziram finalmente à reativação da banda. A excursão norte-americana em 1993 para apoiar o álbum de Fagen (que vendeu pouco, embora os concertos tivessem bom público). Com Becker na guitarra, eles reuniram uma banda que incluiu um tecladista, um baterista, um baixista, três vocalistas e uma seção de sopro. Viajaram com grande aclamação de 1993 a 1996 executando canções antigas da banda e canções de álbuns solo. Alive in America registra gravações de vários  concertos.
Two Against Nature (2000)
Em 2000, eles lançaram o primeiro álbum de estúdio em vinte anos, Two Against Nature. Mais do que  um rotorno, o CD foi um dos sucessos e a surpresa do ano. No verão de 2000, eles caíram na  estrada para outra excursão nos EUA seguida por uma excursão internacional. Em Fevereiro de 2001, o CD ganhou quatro Prêmios Grammy.
Everything Must Go (2003)
Em 2003, o Steely Dan lançou um novo álbum, Everything Must Go, e fez nova turnê pela América.  Depois de anos, Walter Becker assumiu todos os baixos do disco e algumas guitarras. Em 2006, a banda promoveu a turnê Steelyard "Sugartooth" McDan and The Fab-Originees.com Tour, com a  participação de Michael McDonald. Os shows ajudaram a divulgar o ótimo álbum solo de Fagen, Morph the Cat, lançado em 2006. A turnê de 2007 se chama Heavy Roller Tour, nome inspirado em um trecho da canção Gaucho.
- (1972) Can't Buy a Thrill
- (1973) Countdown to Ecstasy
- (1974) Pretzel Logic
- (1975) Katy Lied
- (1976) The Royal Scam
- (1977) Aja
- (1978) Greatest Hits (compilacão)
- (1978) Steely Dan (compilação, Japão)
- (1980) Gaucho
- (1982) Gold (compilação)
- (1985) Gold, Expanded Edition (compilação)
- (1985) A Decade of Steely Dan (compilação)
- (1985) The Very Best of Steely Dan: Reelin' In The Years (compilação, Europa)
- (1987) The Very Best of Steely Dan: Do It Again (compilação, Europa)
- (1993) Citizen Steely Dan (compilação)
- (1993) The Best of Steely Dan: Then and Now (compilação, Europa)
- (1995) Alive in America (ao vivo)
- (2000) Two Against Nature
- (2000) Plush TV Jazz-Rock Party (ao vivo, DVD/VHS)
- (2000) Showbiz Kids: The Steely Dan Story, 1972-1980 (compilação)
- (2003) Everything Must Go
- (2005) Marian McPartland's Piano Jazz with guests Steely Dan
- (2006) Steely Dan: The Definitive Collection (compilação)
- (2016) Android Warehouse